# Mount Oliver (Pensilvania)
Mount Oliver es un borough ubicado en el condado de Allegheny en el estado estadounidense de Pensilvania. En el año 2000 tenía una población de 3.970 habitantes y una densidad poblacional de 5,109.4 personas por km².

## Geografía
Mount Oliver se encuentra ubicado en las coordenadas 40°24′41″N 79°59′12″O / 40.41139, -79.98667.

## Demografía
Según la Oficina del Censo en 2000 los ingresos medios por hogar en la localidad eran de $27,990 y los ingresos medios por familia eran $32,388. Los hombres tenían unos ingresos medios de $30,394 frente a los $25,255 para las mujeres. La renta per cápita para la localidad era de $15,104. Alrededor del 19.3% de la población estaba por debajo del umbral de pobreza.